# Parafia św. Wojciecha Biskupa i Męczennika w Barlinku
Parafia pod wezwaniem św. Wojciecha Biskupa i Męczennika w Barlinku – rzymskokatolicka parafia należąca do dekanatu Barlinek, archidiecezji szczecińsko-kamieńskiej, metropolii szczecińsko-kamieńskiej. Siedziba parafii znajduje się w Barlinku. 
Została erygowana 1 lipca 1997 r. dekretem arcybiskupa szczecińsko-kamieńskiego Mariana Przykuckiego. Powstała z podziału parafii św. Bonifacego i parafii Niepokalanego Serca Najświętszej Maryi Panny. Kaplica parafialna św. Wojciecha Biskupa i Męczennika została wybudowana w latach 1996–1997.
W granicach parafii znajduje się część miasta Barlinka oraz miejscowości: Dzikówko, Janowo, Jaromierki, Laskowo, Lutówko, Osina, Ożar i Równo. Kult Boży jest sprawowany w kościele św. Wojciecha w Barlinku oraz w kościołach filialnych w Osinie i Laskowie. Obecnie na terenie parafii mieszka ponad 4 tys. wiernych.